# Novokuibîșevsk
Novokuibîșevsk (în rusă Новокуйбышевск, în trecut Novo-Kuibîșevsk ) este un oraș din Regiunea Samara, Federația Rusă și are o populație de 112.973 locuitori.

## Relații externe
Foste orașe înfrățite:
- Gheorghe Gheorghiu-Dej, România[2]